# クノニア科
クノニア科あるいはクノーニア科（Cunoniaceae）とは被子植物の科の一つである。クロンキスト体系ではクノニア科のほかにもエウクリフィア科（Eucryphiaceae）やダウィドソニア科（Davidsoniaceae）といった分類群が存在しいずれもバラ目の下に置かれていたが、APG体系でまとめてカタバミ目の下に置かれることとなった。
オーストラリアを始めとするオセアニアや東南アジアの島嶼部、南アフリカ共和国、南アメリカといった地域に分布する。日本に分布する種は一種類も存在しないが、園芸用植物としてオーストラリア産のエリカモドキ（別名: アイノカンザシ; 学名: Bauera rubioides）やクリスマスブッシュ（学名: Ceratopetalum gummiferum）が知られている。また、タスマニア島固有種のレザーウッド（英: leatherwood）ことテリハエウクリフィア（学名: Eucryphia lucida）の蜂蜜も流通するようになってきている。

## 特徴
科全体に共通する特徴は葉が対生、葉柄間托葉を1つ持ち、花糸が蕾の内側に丸まり、二溝粒の花粉を有し、内胚乳が澱粉質（ただしこの特徴はDavidsonia属には当てはまらない）といったものである。

## 属
以下のような属がある。

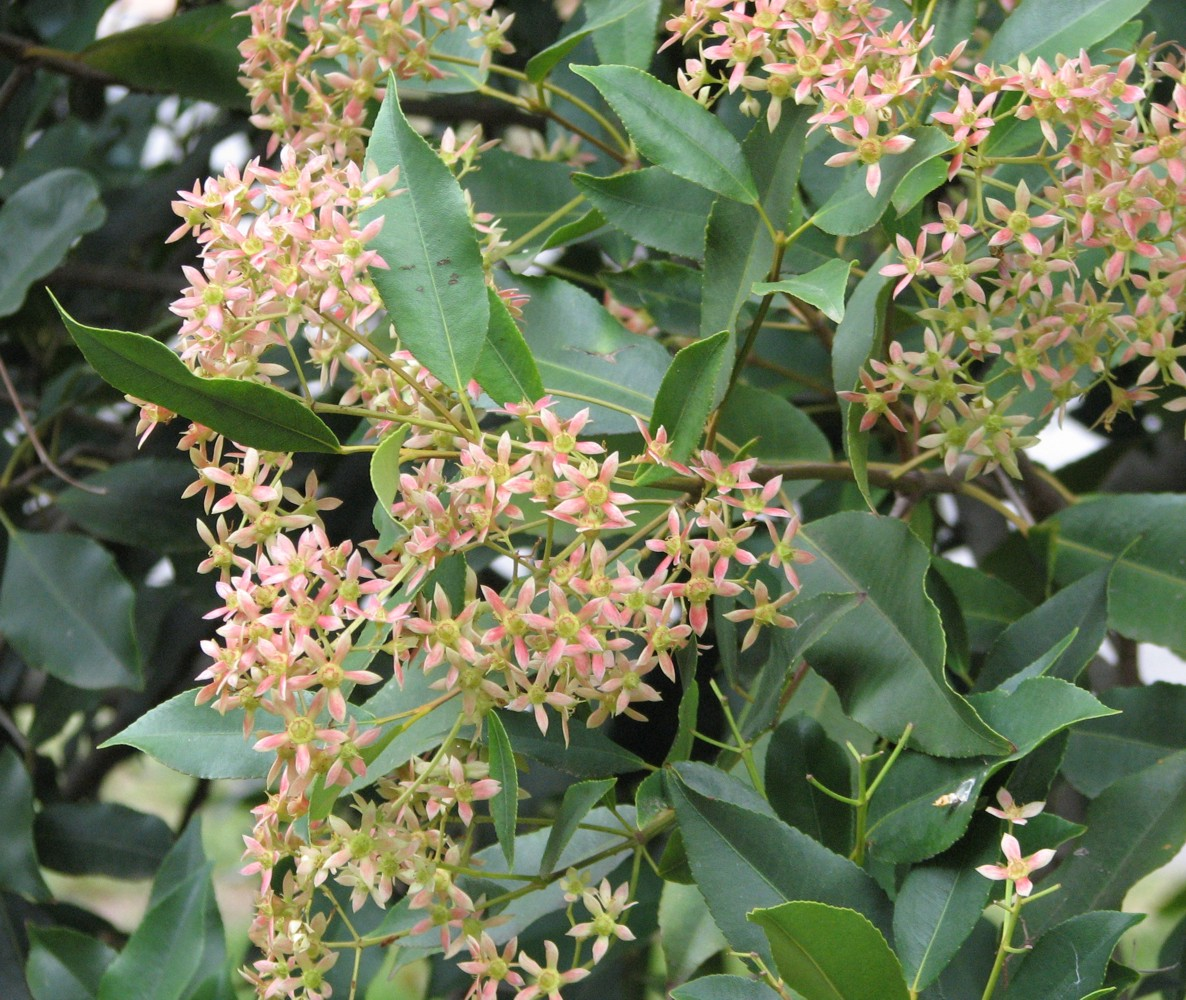
コーチウッド（Ceratopetalum apetalum）

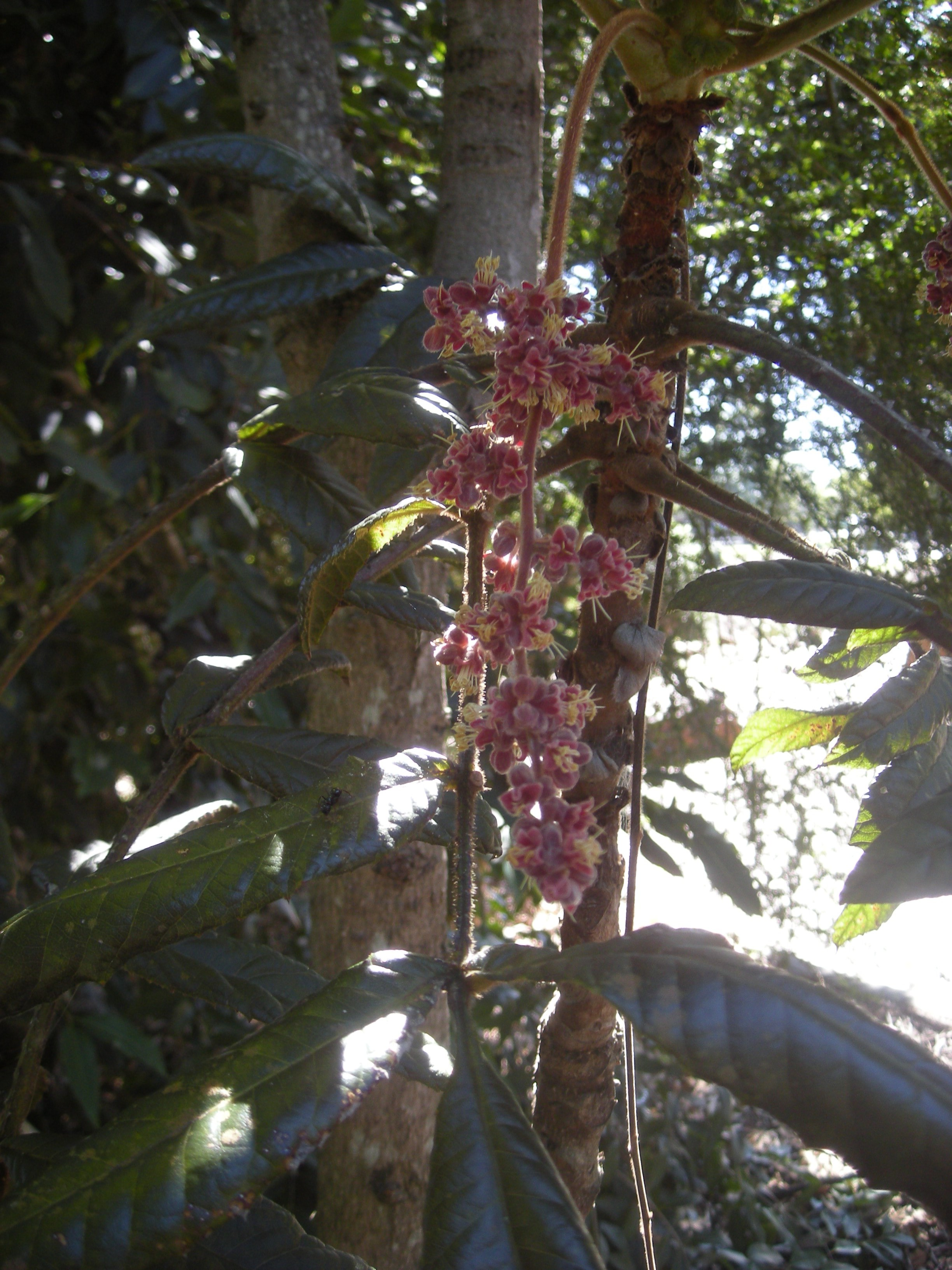
ダビッドソンスモモ（Davidsonia pruriens）

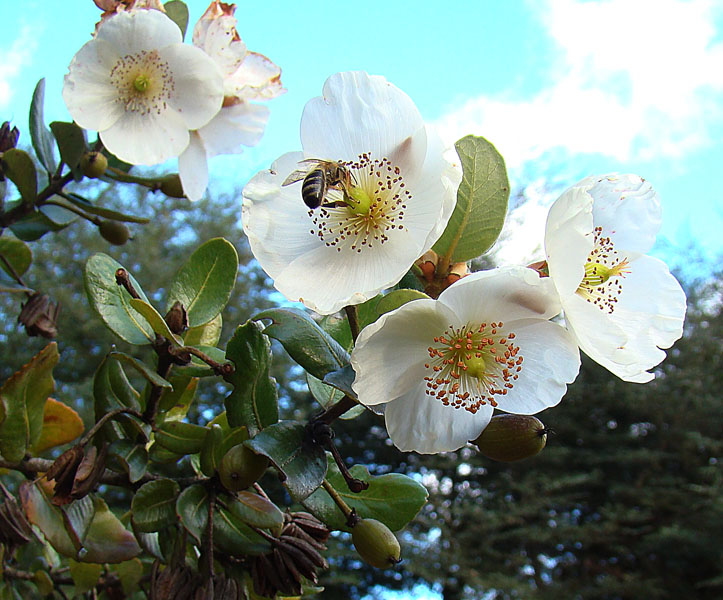
ウルモ（Eucryphia cordifolia）

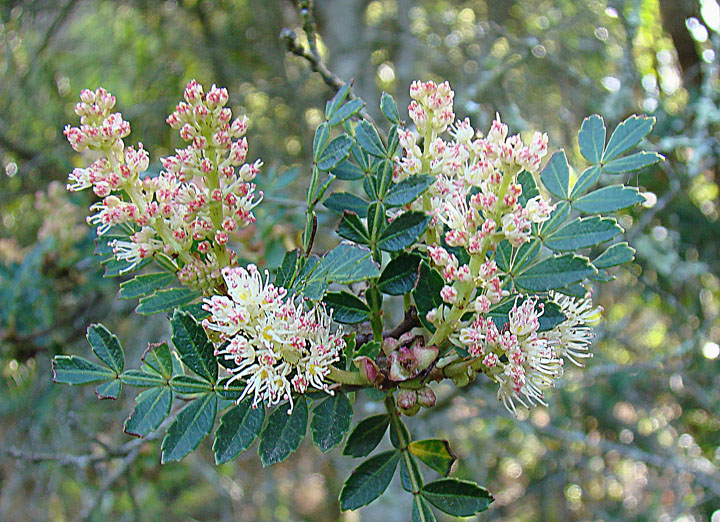
ティネオ（Weinmannia trichosperma）

- Ackama A.Cunn. - 4種。オーストラリア東部（クイーンズランド州およびニューサウスウェールズ州）とニュージーランド北島に分布。
  - Ackama australiensis (Schltr.) C.T.White - クイーンズランド州に分布。
  - Ackama nubicola de Lange - ニュージーランド北島に分布。
  - Ackama paniculosa (F.Muell.) Heslewood - オーストラリア東部に分布。
  - Ackama rosifolia A.Cunn. - ニュージーランド北島に分布。
- Acrophyllum Benth. - 単型属。
  - Acrophyllum australe (A.Cunn.) Hoogland - オーストラリア東部（クイーンズランド州およびニューサウスウェールズ州）に分布。
- Aistopetalum Schltr. - 2種。いずれもニューギニアに分布。
  - Aistopetalum multiflorum Schltr.
  - Aistopetalum viticoides Schltr.
- Anodopetalum A.Cunn. ex Endl. - 単型属。
  - Anodopetalum biglandulosum (A.Cunn. ex Hook.) Hook.f. - タスマニア島固有種。
- Bauera Banks[8] ex Andrews エリカモドキ属 - 3種。オーストラリア東部やタスマニア島に分布。
  - Bauera capitata Ser. - オーストラリア東部（クイーンズランド州およびニューサウスウェールズ州）に分布。
  - Bauera rubioides Andrews エリカモドキ[1] - オーストラリア東部からタスマニア島にかけて分布。
  - Bauera sessiliflora F.Muell. - オーストラリアのヴィクトリア州に分布。
- Caldcluvia D.Don - 単型属。
  - Caldcluvia paniculata (Cav.) D.Don - チリとアルゼンチンに分布。
- Callicoma Andrews - 単型属。
  - Callicoma serratifolia Andrews - オーストラリア東部（クイーンズランド州およびニューサウスウェールズ州）に分布。
- Ceratopetalum Sm. ケラトペタルム属 - 9種。オーストラリアからニューギニアにかけて分布。
  - Ceratopetalum apetalum D.Don コーチウッド（英: coachwood）- オーストラリア東部のクイーンズランド州とニューサウスウェールズ州に分布。
  - Ceratopetalum gummiferum Sm. クリスマスブッシュ - オーストラリアのニューサウスウェールズ州に分布。
- Codia J.R.Forst. & G.Forst. - 15種。ニューカレドニアに分布。
- Cunonia L. クノニア属 - 23種。南アフリカ共和国（クワズール・ナタール州および旧ケープ州）とニューカレドニアに分布。
- Davidsonia F.Muell. ダウィドソニア属 - 3種、いずれもオーストラリア東部のクイーンズランド州とニューサウスウェールズ州に分布し、酸味のある青紫色の果実を食用とする。クロンキスト体系ではダウィドソニア科（Davidsoniaceae）という分類が設けられていた。
  - Davidsonia jerseyana (F.M.Bailey) G.J.Harden & J.B.Williams
  - Davidsonia johnsonii J.B.Williams & G.J.Harden
  - Davidsonia pruriens F.Muell. ダビッドソンスモモ[1]
- Eucryphia Cav. エウクリフィア属 - 7種。かつてはこの1属のみでエウクリフィア科（Eucryphiaceae）とされていたこともあった[9]。
  - Eucryphia cordifolia Cav. ウルモ[9][1] - チリとアルゼンチンに分布。
  - Eucryphia glutinosa (Poepp. & Endl.) Baill. エウクリフィア・グルティノサ[10] - チリ固有種。
  - Eucryphia × intermedia J.Bausch ミツバエウクリフィア[9] -人工的に生み出されたエウクリフィア・グルティノサとテリハエウクリフィアとの種間雑種[9]。
  - Eucryphia lucida (Labill.) Baill. テリハエウクリフィア[9] - タスマニア島固有種。通称: レザーウッド（英: leatherwood）
- Geissois Labill. - 20種。オセアニアに分布。
- Gillbeea F.Muell. - 3種。ニューギニアとオーストラリア（クイーンズランド州）に分布。
  - Gillbeea adenopetala F.Muell. - クイーンズランド州に分布。
  - Gillbeea papuana Schltr. - ニューギニアに分布。
  - Gillbeea whypallana Rozefelds & Pellow - クイーンズランド州に分布。
- Hooglandia McPherson & Lowry - 単型属。
  - Hooglandia ignambiensis McPherson & Lowry - ニューカレドニアに分布。
- Karrabina Rozefelds & H.C.Hopkins - 2種。
  - Karrabina benthamiana (F.Muell.) Rozefelds & H.C.Hopkins - オーストラリア東部（クイーンズランド州およびニューサウスウェールズ州）に分布。
  - Karrabina biagiana (F.Muell.) Rozefelds & H.C.Hopkins - クイーンズランド州に分布。
- Lamanonia Vell. - 6種。南アメリカ東部に分布。
- Opocunonia Schltr. - 単型属。
  - Opocunonia nymanii (K.Schum.) Schltr. - ニューギニアとビスマルク諸島に分布。
- Pancheria Brongn. & Gris - 少なくとも25種。ニューカレドニアに分布。
- Platylophus D.Don - 単型属。
  - Platylophus trifoliatus (L.f.) D.Don - 南アフリカ共和国の旧ケープ州に分布。
- Pseudoweinmannia Engl. - 2種。オーストラリア東部に分布。
  - Pseudoweinmannia apetala (F.M.Bailey) Engl. - クイーンズランド州に分布。
  - Pseudoweinmannia lachnocarpa (F.Muell.) Engl. - クイーンズランド州およびニューサウスウェールズ州に分布。
- Pullea Schltr. - 3種。
  - Pullea glabra Schltr. - ニューギニアとフィジーに分布。
  - Pullea mollis Schltr. - ニューギニアに分布。
  - Pullea stutzeri (F.Muell.) Gibbs - オーストラリアのクイーンズランド州に分布。
- Schizomeria D.Don - 9種。オーストラリア東部（クイーンズランド州およびニューサウスウェールズ州）、モルッカ諸島からソロモン諸島にかけて分布。
  - Schizomeria serrata (Hochr.) Hochr.（シノニム: S. floribunda Schltr.）シゾメラ[1] - モルッカ諸島からソロモン諸島にかけて分布。
- Spiraeanthemum A.Gray - 19種。モルッカ諸島、ニューギニア、オーストラリアのクイーンズランド州、オセアニアの島々に分布。
- Spiraeopsis Miq. - 6種。フィリピン、スラウェシ島からソロモン諸島にかけて分布。
- Vesselowskya Pamp. - 2種。いずれもオーストラリアのニューサウスウェールズ州に分布。
  - Vesselowskya rubifolia (F.Muell.) Pamp.
  - Vesselowskya venusta Rozefelds, R.W.Barnes & Pellow
- Weinmannia L. - 少なくとも157種。オセアニア、東南アジア、マダガスカル、中南米に分布。
  - Weinmannia blumei Planch. リンギットノキ（インドネシア名: kayu ringgit）[1] - マラヤとソロモン諸島に分布。
  - Weinmannia racemosa L.f. カマヒ（マオリ語: kāmahi）- ニュージーランドに分布。
  - Weinmannia trichosperma Cav. ティネオ（チリ名: tineo）[1] - チリとアルゼンチンに分布。